# Kejserinde Dagmars Ankomst til Gentofte
Kejserinde Dagmars Ankomst til Gentofte er en dansk dokumentarisk optagelse fra 1904, der er instrueret af Peter Elfelt.

## Handling
Kejserinde Dagmar ankommer med tog til Gentofte Station, hvor hun modtages af Kong Christian 9., prins Valdemar, prinsesse Marie, prins Axel, prins Hans og kronprinsesse Louise.